# Soudage orbital
 (mars 2024).
Le soudage orbital est un procédé de soudage automatisé pendant lequel un arc tourne autour d’une pièce fixe (composant cylindrique, tel qu’un tube) et est capable de faire toute la soudure (360°). C'est autant une machine qu'un procédé de soudure.
Beaucoup des différents procédés de soudure sont adaptable au soudage orbital, mais le plus répandu est le soudage TIG.

## Histoire
En 1964, le procédé de soudage orbital a été inventé par Rodrick Rohrberg de North American Aviation pour remédier aux fuites de carburant et de fluides hydrauliques dans et autour de la plomberie de l'avion-fusé North American X-15 

## Équipement et paramètres

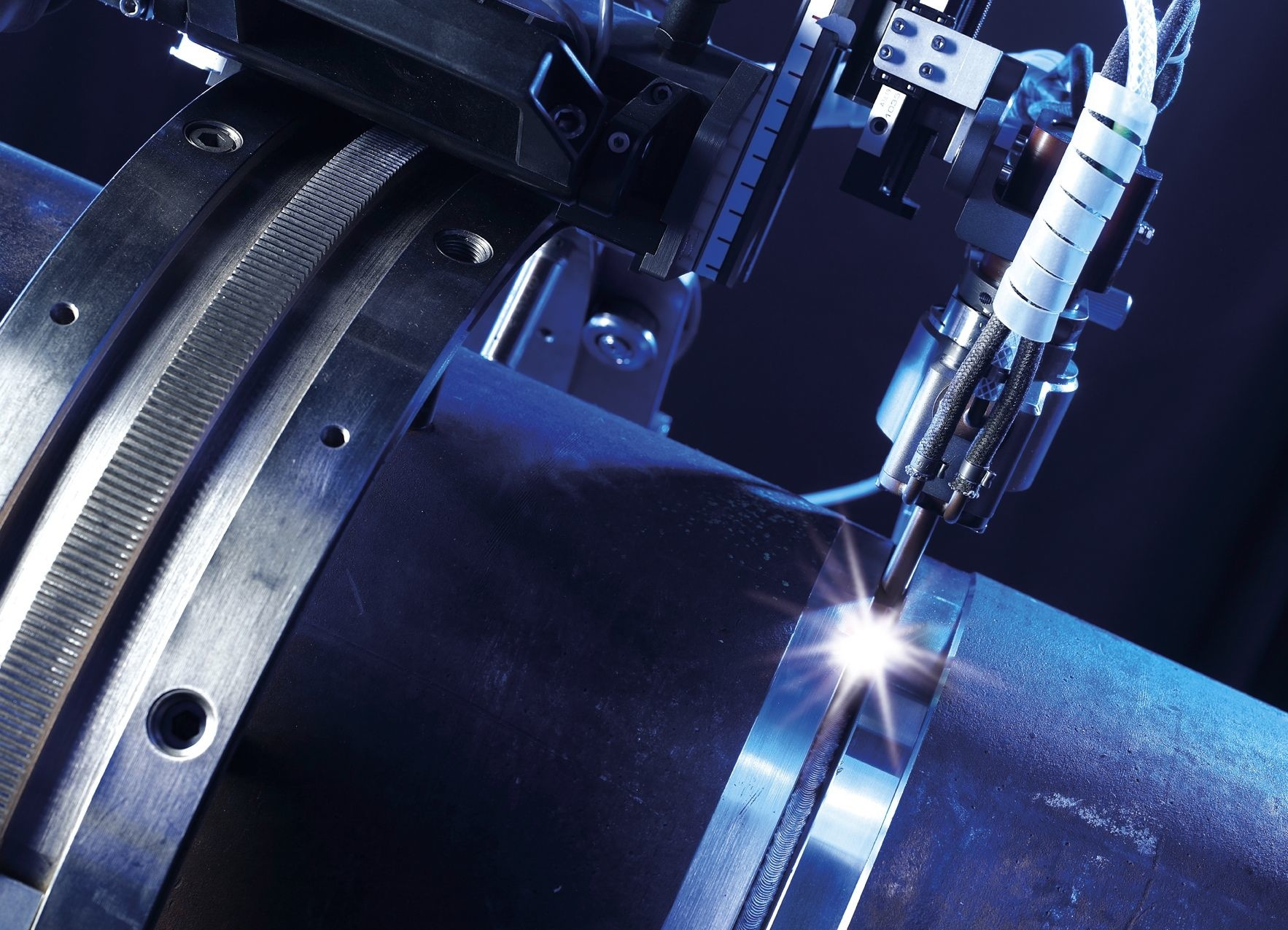
Exemple de machine de soudage orbitale: Tête de soudage ouverte type chariot

Les composants de base de chaque machine de soudage orbital sont un moteur, une commande, une (ou plusieurs) tête de soudage et éventuellement le dévidoir de fil. Divers facteurs ont une influence sur la soudure finale. Les principaux paramètres:
- la hauteur d’arc;
- l’intensité;
- la fréquence de pulsation du courant de soudage;
- la vitesse de soudage;
- le gaz de protection;
- le matériau de base et sa conductivité thermique;
- le métal d’apport;
- la préparation des bords.

La combinaison de tous ces facteurs rend difficile l'obtention d'une soudure de haute qualité sans un certain savoir-faire de l'opérateur (cad sans test préalable dans les mêmes conditions).

## Application

### Le procédé de soudage
Le soudage manuel ne permet que difficilement d’atteindre des niveaux de qualité et de sécurité optimum, étant donné que les diverses positions de soudage, comme le soudage au plafond ou le soudage vertical descendant, entraînent souvent des erreurs de soudage dans le cas d’accès et de marge de manœuvre très restreints. Pour maîtriser sans difficulté le bain de soudage, quelle que soit la position de la torche, un équilibre parfait entre la gravité et la tension superficielle doit être préservé.
Dans le cas de la variante mécanisée, les éléments du procédé de soudage sont pris en charge par les composants mécaniques tandis qu’un soudeur contrôle et dirige l’opération. L’idéal est que les paramètres de soudage soient entièrement programmés avant le début du soudage. Dans la pratique, les contraintes diverses amènent souvent le soudeur à apporter des modifications en cours de route.
Dans le cas d’un soudage automatisé, le procédé est entièrement géré par un ordinateur. Par conséquent, le soudeur n’intervient pas.

### Matériaux

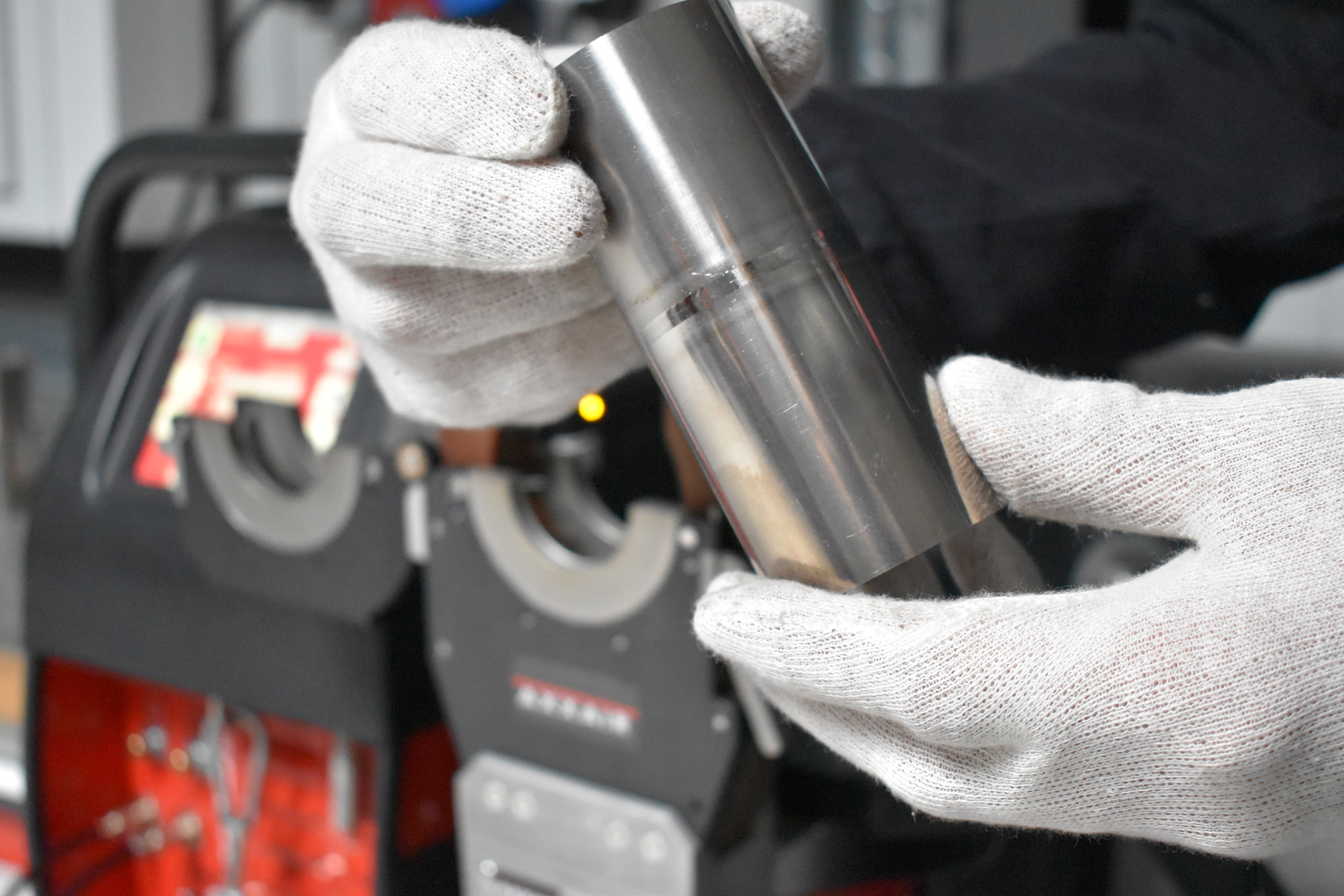
Tube titane soudée en soudage orbital avec une tête fermée

Depuis ses débuts le soudage orbital a quasiment toujours été associé à un procédé TIG avec électrode de tungstène sans fusion, sauf dans certains cas lorsqu’il se révèle nécessaire de travailler au fil froid.
Une multitude de métaux peuvent être soudés : les aciers les plus durs, les plus résistants à la chaleur et à la corrosion, les aciers au carbone non alliés et peu alliés, les alliages au nickel, ainsi que le titane, le cuivre, l’aluminium et leurs alliages. Au sein de l’atmosphère protectrice, ce procédé est réalisé sous contrôle. Il est extrêmement propre, ne génère que peu de particules et permet d’éviter les projections indésirables. Destiné avant tout au soudage d’aciers au chrome nickel austénitiques, il répond aux exigences les plus strictes tant au niveau de la qualité mécanique que de l’esthétique.

### Diamètres de tube
Le soudage orbital TIG est très précis, comme le montre le plus petit diamètre standard pouvant être soudé : 1,6 mm.
Avec des têtes de soudage orbital fermées, on peut assembler des tubes de 177 mm de diamètre avec des parois de 3,5 mm d’épaisseur.
Les têtes permettent de positionner précisément la torche et de garantir un parfait maintien du tube. L’atmosphère protectrice en caisson clos empêche l’apparition de couleur de revenu même avec les matériaux les plus fragiles.
Dans le cas de diamètres de tubes compris entre 8  et   275 mm, il est possible d’utiliser les têtes de soudage orbital ouvertes, plus facilement manipulables. Un faisceau de flexibles permet de les alimenter en courant, en gaz de protection, en eau de refroidissement et éventuellement en fil d’apport.
En cas de soudage sur des tubes aux parois épaisses ou en cas d’utilisation de matériaux de base difficiles à maîtriser, il faut avoir recours à un fil d’apport. Dans le cas de tubes aux parois fines, il est possible de s’en passer.
Comme pour les autres procédés, pour garantir un soudage de qualité, il faut soigneusement préparer les extrémités du tube. Les arêtes doivent être exemptes de rouille et d’impuretés. En cas de parois minces et de tubes de dimensions petites à moyennes, il suffit souvent de procéder à un chanfrein. En revanche, si les parois du tube sont plus épaisses, il est nécessaire de préparer les bords, par exemple avec un chanfrein en U.

### Marchés
Grâce à ces avantages, ce procédé n’a pas tardé à s’imposer dans l'aérospatiale et la fabrication de composants pour salles blanches (par exemple pour le domaine des semi conducteurs). Puis il s'est démocratisé dans les secteurs de l’agroalimentaire, de la pharmacie et de la chimie, biotechnique, construction de navires et de véhicules.
Dans le secteur de la construction de centrales électriques (installations de production thermique d’électricité, comme le nucléaire), le soudage orbital TIG automatisé a su faire valoir ses qualités. Dans ce secteur, les matériaux de construction doivent résister à d’énormes charges mécaniques liées aux pressions et températures élevées des fluides acheminés par les tubes. Le moindre trou, encoche ou inclusion dans la soudure peut ensuite être à l’origine de fissures qui, à leur tour, causeront la perte prématurée d’un composant. Par conséquent, ces défauts doivent impérativement être évités. Il n’est pas rare d’assembler des tubes dont le matériau est à base de nickel et dont la paroi peut atteindre 200 mm. Pour ce contexte, un fabricant a mis au point le soudage orbital à chanfrein étroit avec fil d’apport chaud. Dans le cadre de ce procédé, un support de soudage est déplacé sur un anneau de guidage autour du tube.

## Limite de ce procédé
L'encombrement d'une machine orbital, notamment de la tête de soudage, impose certaine limite géométrique quant à son utilisation. Il faut alors adapter la conception de tuyauterie, ce qui impose par exemple des sur-longueurs dans les éléments à souder (instrumentation, bride, coude, etc.). Cela impose des délais plus long en conception et donc des surcoûts par rapport aux procédés manuels.
Il est souvent demandé à l'opérateur d'avoir les compétences pour effectuer manuellement des soudures de hautes qualités, pour pallier l'éventualité d'une soudure qui se révèleraient impossibles a faire in-situ.
Comme évoqué dans la section Équipement et paramètres, les nombreux paramètres exige un savoir-faire conséquent de l'opérateur, et faute de compétences, de transmission de savoir-faire, et plus simplement de la dureté du métier de soudeur, les profils d'opérateurs de machine orbital sont donc peu nombreux.